# تلخه‌رود

نمایی از رودخانه تلخه رود در مایان سفلی

تلخه رود یکی از مهم‌ترین و اصلی‌ترین رودخانه‌های جاری در استان آذربایجان شرقی می‌باشد. مساحت حوزهٔ آبریز این رودخانه، ۹٬۲۰۰ کیلومتر مربع و حداکثر دبی آن ۴۰٫۶ متر مکعب در ثانیه است. طول این رودخانه ۲۶۵ کیلومتر است و در مناطق مرکزی استان آذربایجان‌شرقی در جریان می‌باشد. رود تلخه رود از به‌هم پیوستن رودخانه‌های بیوک‌چای، تاجیار، پسلار، رازلیق و وانق‌چای در نزدیکی شهرستان سراب تشکیل می‌شود. این رودخانه که بیشتر جهت شرقی-غربی دارد، از سمت شمال به کوه‌های سبلان، قوشه‌داغ و ارسباران و از سمت جنوب به کوه‌های سهند و بزقوش محدود شده‌است. این رود پس از گذر از شمال شهر تبریز (درهٔ شمال کوه عینالی) و جلگهٔ تبریز از شمال‌شرقی جزیرهٔ شاهی به سمت دریاچهٔ ارومیه سرازیر می‌شود. از شاخه‌های اصلی آجی چای می‌توان به رودخانه‌های آب‌شهد، چکی‌چای شهر مهربان، زرنق رود شهر زرنق، روستای کیوج، روستای کرمجوان، اوجان‌چای، زینجناب، سعیدآباد و مهران‌رود اشاره کرد.
تلخه رود از دامنه‌های سبلان سرچشمه گرفته و پس از طی حدود ۲۲۰ کیلومتر و عبور از درهٔ ونیار در شمال شهر تبریز و پس از پیوستن آب‌های سرچشمه گرفته از کوه سهند، به دشت وسیع تبریز وارد می‌شود. آجی چای پس از مشروب کردن دشت تبریز به دریاچهٔ ارومیه می‌ریزد.
فرتور مندرج در این برگه به پل ونیار اختصاص دارد که از دیرباز (دوران صفوی) در شمال شرق شهر تبریز (جادهٔ قدیم اهر - تبریز) روی پهنهٔ آجی چای بناشده بود که ناگهان به دلیل ساخت نافرجام پل مدنی، این پل تاریخی که دارای سه‌طاق و دیواره‌های بلند متشکل از سنگ و گچ بود در بهار سال ۱۳۹۲ و به صورت شبانه و پنهانی کوبیده و زدوده و روبیده شد.